# Domafalva (Románia)
Domafalva (románul) Răchiteni, település Romániában, Iași megyében.

## Fekvése
Szabófalvától északkeletre, a Szeret-folyó felső vidékén fekvő település.

## Története
Domafalva a Moldvában élő úgynevezett északi csángók települései közé tartozik.  E települések a legrégebbi csángó településeknek tartják, melyek elzártságuk folytán legtovább megőrizték archaikus népi és nyelvi kultúrájukat.
A település nevét 1455-ben említette először oklevél, mint római katolikus vallású, magyar lakosságú települést.
1644-ben a Jászvásári iskola kapta ajándékba a falut több más településsel együtt Vasile Lupu vajdától.
A 19. század közepén Jerney János itteni útja során feljegyezte a településről, hogy a környék falvai közül még itt tudtak legjobban magyarul. Azonban a következő évszázadban anyanyelvüket már egyre inkább elvesztették.